# (32803) 1990 SR1
1990 SR1 (asteroide 32803) é um asteroide da cintura principal. Possui uma excentricidade de 0.15182690 e uma inclinação de 3.32028º.
Este asteroide foi descoberto no dia 18 de setembro de 1990 por Henry E. Holt em Palomar.